# Yan-gant-y-tan
Yan-gant-y-tan, demon iz francuske Bretanje koji luta noću noseći pet plamenova na prstima desne ruke. Može ga se povezati s keltskim mitološkim likovima kao što su Will-o'-the-Wisp i Jack-o’-Lantern.
Jedan je od slabije poznatih demona u djelu Dictionnaire Infernal autora Collina de Plancyja (1793. – 1881.), gdje je prikazan kao trol prekriven krznom koji noću luta cestama Finistèrea i maše rukom s pet svijeća ukrug. Vjerovalo se da je loš znamen sresti ga.